# Epanthidium boharti
Epanthidium boharti là một loài Hymenoptera trong họ Megachilidae. Loài này được Stange mô tả khoa học năm 1983.